# 博尼约尔河畔圣阿芒
博尼約爾河畔圣阿芒（法語：Saint-Amant-de-Bonnieure，法語發音：[sɛ̃.t‿amɑ̃ də bɔnjœʁ]）是法国夏朗德省的一个旧市镇，位于该省中北部，属于孔福朗区。2018年1月1日，博尼约尔河畔圣阿芒和相邻的另外2个市镇合并为新市镇瓦勒德博尼约尔（Val-de-Bonnieure）。

## 地理
博尼约尔河畔圣阿芒（45°51'8"N, 0°17'37"E）面积10.67 平方千米，位于法国新阿基坦大区夏朗德省，该省份为法国西部内陆省份，北起德塞夫勒省和维埃纳省，东临上维埃纳省，东南至多尔多涅省，南至多爾多涅省，西接滨海夏朗德省。
与博尼约尔河畔圣阿芒接壤的市镇（或旧市镇、城区）包括：圣昂若、博尼约尔河畔圣西耶、圣科隆布、圣弗龙、瓦朗克、圣马里。

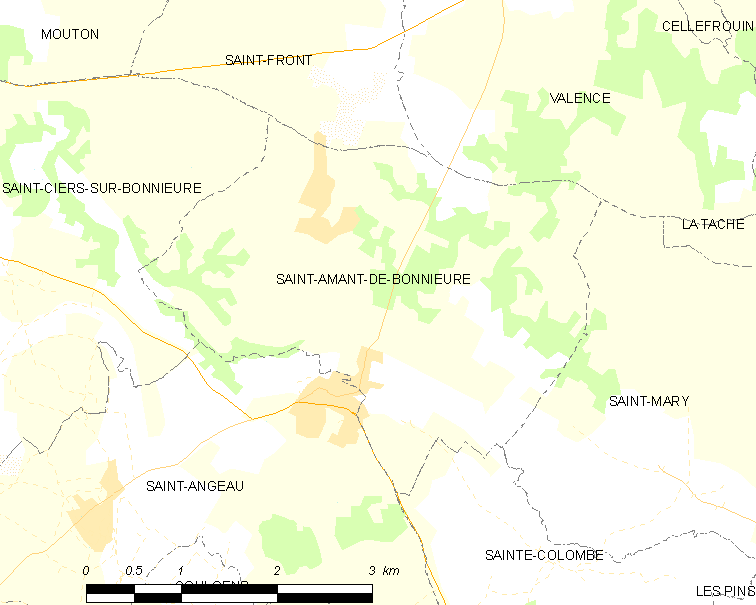
博尼约尔河畔圣阿芒的OSM定位图

博尼约尔河畔圣阿芒的时区为UTC+01:00、UTC+02:00（夏令时）。

## 行政
博尼约尔河畔圣阿芒的邮政编码为16230，INSEE市镇编码为16296。

## 政治
博尼约尔河畔圣阿芒所属的省级选区为布瓦克斯-芒卢瓦县。

## 人口

1962-2008年间博尼约尔河畔圣阿芒人口变化图示

博尼约尔河畔圣阿芒于2017年1月1日时的人口数量为363人。